# 结雅河
结雅河（羅馬化：Reka Zeya），又称精奇里江（转写：Jingkiri bira），是俄罗斯远东地区阿穆尔州河流，黑龙江左岸最大支流。发源于外兴安岭，长1242千米，流域面积23.3万平方公里。結雅河本身亦有8條大的支流。河上建有大型水库結雅水庫。每年11月到5月期间封冻，其余时间可通航。

## 名称
俄名“结雅河”来自埃文基语的“джэе̄”（刀刃）。满名“精奇里江”，也作“净溪里乌拉”“京奇里兀喇”“精奇尼江”，来源于鄂温克语的“黄色”，意为“黄河”。

## 歷史
在结雅河与格罗马图哈河交匯處的沿岸的邊緣有属奥瑟诺湖文化的住所。建築物的入口朝向结雅河。在格罗马图哈紀念碑上，新石器時代的格罗马图哈文化也被突出顯示。根據中阿穆爾地區新石器時代早期格罗马图哈遺址的陶瓷的脂質組成判斷，它被用來烹飪動物的肉，主要是反芻動物——鹿、狍子、野山羊以及少量飧魚。同樣在结雅河上還有一座纪念新石器時代早期的紀念碑，是格罗马图赫文化中切尔尼戈夫卡文化的紀念碑。
在古代这里先后是肃慎人、挹娄人和靺鞨人的活动范围。在唐时期，建立黑水都护府和室韦都督府管理这里。辽时，黑水靺鞨人和女真人居住在河畔。明时在结雅河流域设立脱木河卫和卜鲁丹河卫。满清大量征当地的索伦人当兵，使当地边防空虚。1643年，瓦西里·达尼洛维奇·波亚尔科夫和所率探险队经苏塔姆河、努亞姆河、穆利穆加河和吉留伊河到达结雅河，成为第一批到达结雅河的俄罗斯人。此后，费岳多派出多支哥萨克占领当地，帝俄势力不断渗透。1689年尼布楚条约确认结雅河流域属满清，俄国军队撤出结雅河。1858年《瑷珲条约》和1860年《北京条约》使此地归属俄罗斯。

## 河流

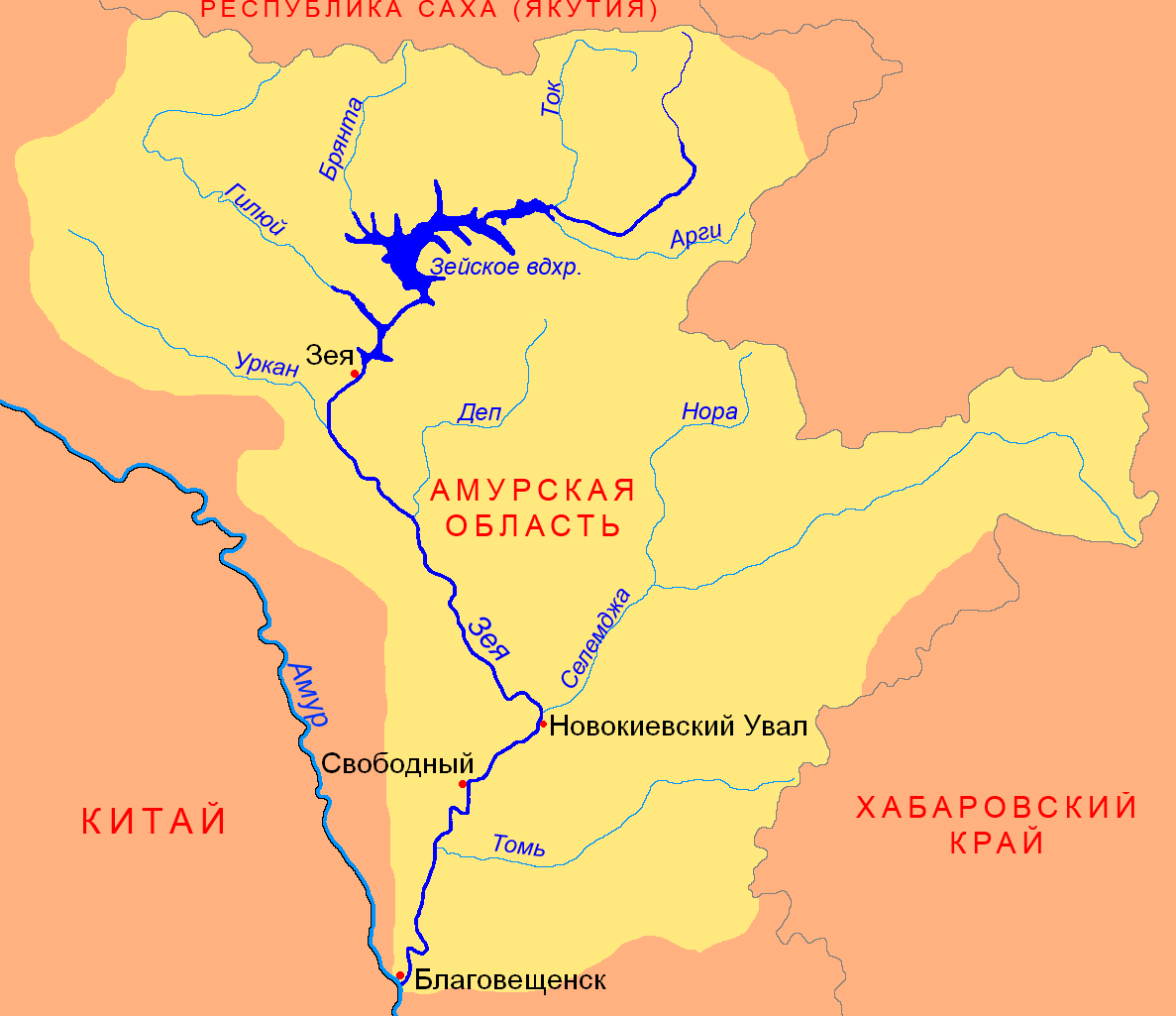
結雅河流域及其8條支流

河流起源于外兴安岭南坡的托科-斯塔诺维克山脊。上游从源头到谢列姆贾河口以山区为主，山谷兩側有高坡。在图库林格拉山脉的交會處，河流進入深谷。在谢列姆贾河以下流入平原。山谷擴大，河道分成許多支。结雅河属阿穆尔河盆地区、黑龙江流域，从源头到结雅水库有水管理区。
廣泛的支流系統有約30,000條水道，其中43條长超過100公里。结雅河的主要支流謝列姆賈河（西林穆迪河）長647公里，流域面积70,900平方公里，年平均流量超過700 m³/s；第二大支流吉留伊河（吉鲁河）在右岸流入结雅水庫，長545公里，流域面積22,500平方公里。
| 距河口(km) | 俄名         | 汉名       | 位置 |
| ---------- | ------------ | ---------- | ---- |
| 21         | 伊万诺夫卡河 | 布迪音河   | 左   |
| 110        | 托米河       | 托莫河     | 左   |
| 284        | 谢列姆贾河   | 西林穆迪河 | 左   |
| 447        | 特格达河     | 提克德河   | 右   |
| 485        | 杰普河       | 觉普河     | 左   |
| 588        | 乌尔坎河     | 乌尔河     | 右   |
| 680        | 吉留伊河     | 吉鲁河     | 右   |
| 791        | 布良塔河     | 巴尔坦河   | 右   |
| 837        | 穆利穆加河   | 们梅哈河   | 右   |
| 878        | 乌尔坎河     | 乌尔堪河   | 左   |
| 939        | 阿尔吉河     | 阿尔即河   | 左   |
| 946        | 托克河       | 托克河     | 右   |
| 1073       | 库普里河     | 巴里穆丹河 | 左   |

## 水文

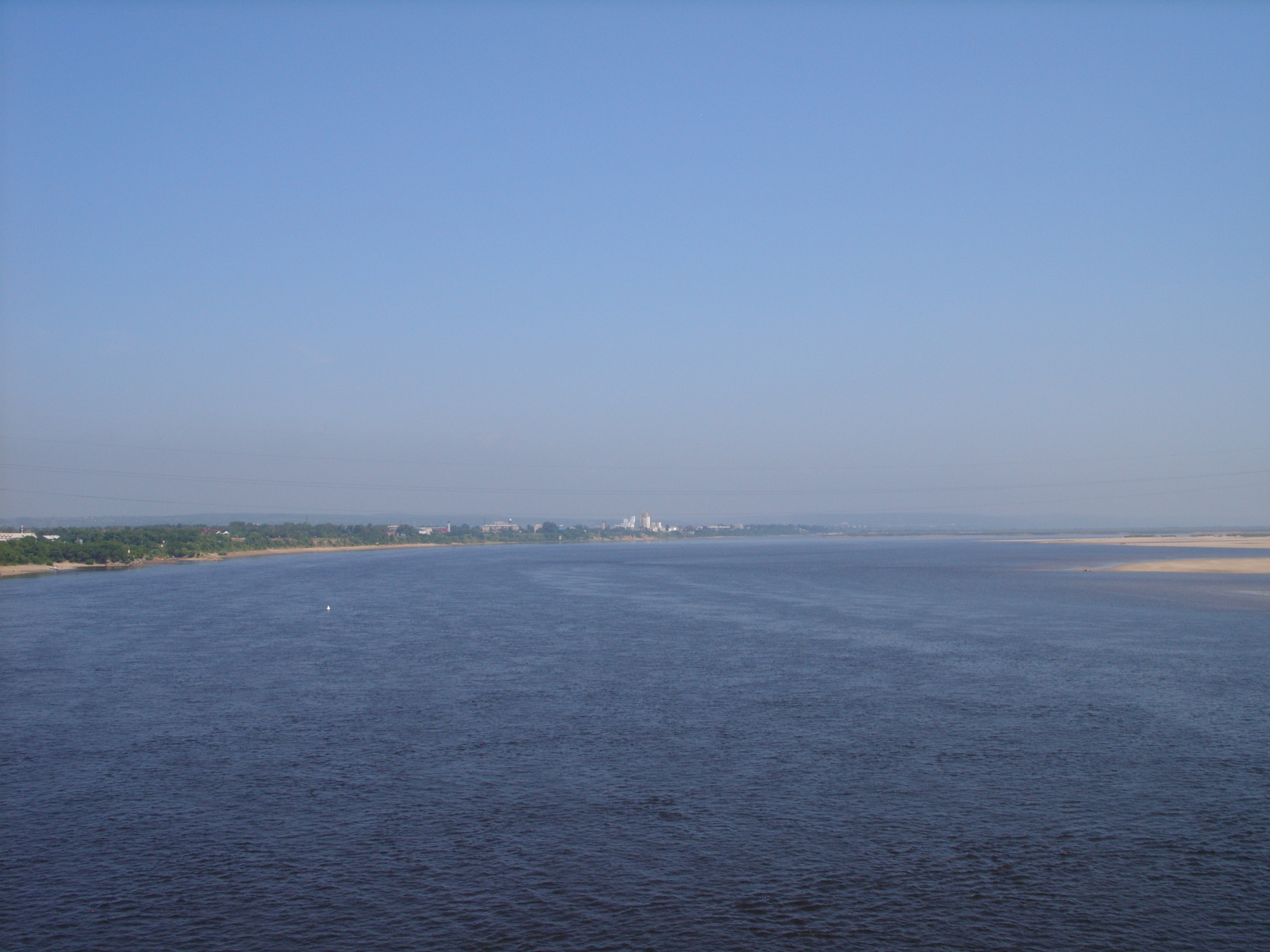
布拉戈维申斯克附近的结雅河

补给主要是雨水，占每年總徑流量的份額為50-70%。雪佔10-20%，地下水佔10-30%。结雅河的特點是水量大：河口邊平均年径流量為1910立方米/秒，最大深度可達60米，最大寬度為4公里，河道的坡度0.1-0.4‰，在上游超過15‰。上游流速4-6 m/s，下游的流速達1.2 m/s。與遠東的其他河流相比，结雅河特點春季洪水更明顯，平均持續20-30天。夏季暴雨有時會導致嚴重的洪水。1928年的洪水造成了災難性的後果，主要是由於结雅河的強大洪水造成的。河流流域位於永久凍土區，冬季水位非常低。在结雅市洪水期間流量達到14,200 m³/s以上，冬季降至1.5 m³/s。结雅水電站建設之前，長期水位波動的振幅達到9-10 m、超過19,800個湖泊和總面積為1,021平方公里屬於河流的集水区。河流的年流量為53.8 km³。

## 经济用途
结雅河可用於木材漂流和供水，并可以從河口通航到结雅市，這段長650公里的河段被列入俄羅斯聯邦水道名單。在结雅水電站建成之前，小船可以上升到更高的高水位，到達博姆纳克村。河床上有许多淺水裂縫而航行困难。截至2012年，水電大壩沒有配備船舶通行設施，上游和下游的通航是可能的。

## 文学

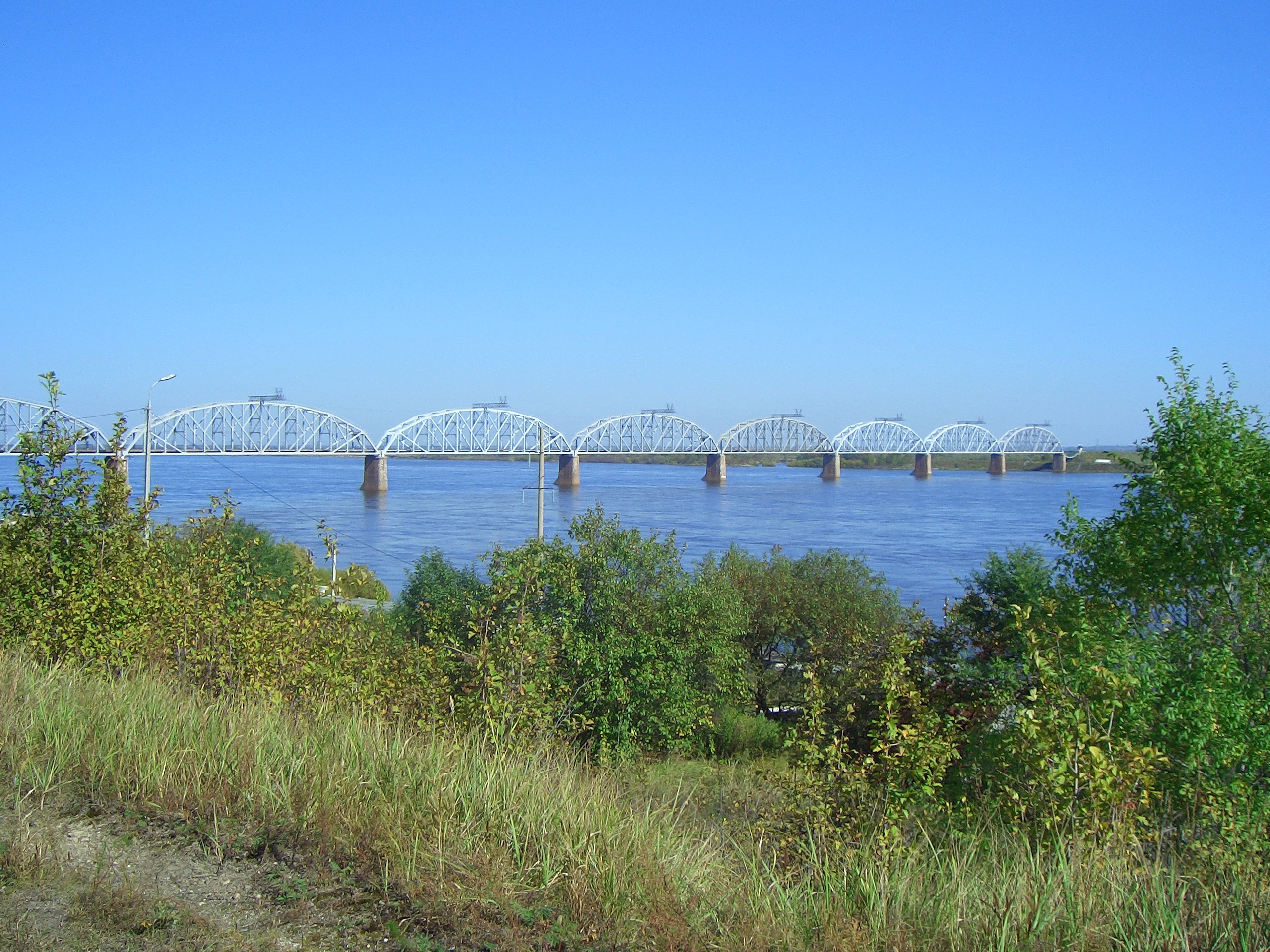
布拉戈维申斯克附近的大桥

Я не мог оторвать взгляда от реки. Зею тут не узнать — стала недоступная, чужая. С глухим рокотом рвётся она из-за скалы, бросается всей массой голубой воды на оскаленные перекаты. Сквозь радужную пыль видно, как бьются тугие струи о груди непокорных валунов, как кипит, бушует вода и, высоко вздымаясь, снова падает на них. И так, неудержимыми скачками, Зея проносится мимо обрыва, прыгает влево, за утёс. И оттуда, будто из преисподней, доносится непокорный, угрожающий рёв одичавшего потока.

我无法将视线从河流上移开。结雅河在这里面目全非——她变得无法接近，成为一个陌生人。伴随着一声沉闷的吼声，它从一块岩石后面冲了出来，带着一团蓝色的水，扑向了狰狞的裂痕。透过彩虹尘埃，您可以看到喷射流如何紧紧地撞击顽固巨石的胸膛，水如何沸腾、汹涌，然后高高升起，再次落在它们身上。就这样，结雅河以不可阻挡的跳跃冲过悬崖，向左跳，越过悬崖。 从那里，仿佛来自冥界，传来狂野溪流的叛逆、威胁的咆哮。

Тёмные хребты с облезлыми вершинами пересекают широкое пространство, поднимаются крепостными валами, грозными утёсами, чтобы преградить путь Зее, священной дочери эвенков. Но не укараулили её, недосмотрели: убаюкали их ветры весенние да туманы долгие. По эвенкийским преданиям, проточила Зея гранит, раздвинула горы и вырвалась на простор. И мы видим с террасы, как убегает вдаль, меж тёмных хребтов, её текучий голубой хрусталь.

黑暗的山脊与破旧的山峰穿过广阔的空间，像城墙一样升起，令人生畏的悬崖阻挡了鄂温克人的神圣女儿——结雅河的道路。但他们没有保护她，他们忽略了：春风和长雾使他们平静下来。根据鄂温克人的传说，结雅河切割花岗岩，将山脉推开并冲出开阔地。我们从露台上看到它是如何跑到远处的，在黑暗的山脊之间，它流动的蓝色水晶。
 —— Федосеев Г. А. 《试炼之路（Тропою испытаний）》

## 定居点
从源到河口
- 博姆纳克（俄语：Бомнак）（左）
- 戈尔内（俄语：Горный (Амурская область)）（左）
- 上结雅斯克（俄语：Верхнезейск）（右）
- 赫沃伊内（左）
- 别列戈沃伊（俄语：Береговой (Амурская область)）（左）
- 斯涅日诺戈尔斯基（俄语：Снежногорский）（右）
- 结雅水库
- 结雅市（左）
- 扎列奇纳亚斯洛博达（俄语：Заречная Слобода (Амурская область)）（右）
- 索斯诺维博尔（俄语：Сосновый Бор (Амурская область)）（左）
- 尼古拉耶夫卡-2（俄语：Николаевка-2）（右）
- 亚历山德罗夫卡（俄语：Александровка (Амурская область)）（左）
- 尼古拉耶夫卡（俄语：Николаевка (Зейский район)）（右）
- 奥夫相卡（俄语：Овсянка (Амурская область)）（左）
- 阿列克谢耶夫卡（俄语：Алексеевка (Зейский район)）（右）
- 别廖佐夫卡（俄语：Берёзовка (Зейский район)）（右）
- 阿尔加奇（俄语：Алгач）（右）
- 恰尔巴奇（俄语：Чалбачи）（右）
- 锡安（俄语：Сиан (село)）（左）
- 乌姆列坎（俄语：Умлекан (село)）（右）
- 卢布廖夫卡（俄语：Рублёвка (Амурская область)）（右）
- 尤比列伊内（俄语：Юбилейный (Амурская область)）(右)
- 波利亚科夫斯基（俄语：Поляковский (посёлок)）（右）
- 新维索科耶（俄语：Нововысокое）（右）
- 阿亚克（俄语：Аяк）（右）
- 乌拉洛夫卡（俄语：Ураловка）（右）
- 库赫捷林卢格（俄语：Кухтерин Луг）（左）
- 恰戈扬（俄语：Чагоян）
- 新基辅卡（俄语：Новокиевка (Амурская область)）（右）
- 索哈季诺（俄语：Сохатино）（左）
- 新基辅斯基乌瓦尔（右）
- 马扎诺沃（俄语：Мазаново (Амурская область)）（右）
- 普拉克季奇（俄语：Практичи）（左）
- 别洛亚罗沃（俄语：Белоярово）（右）
- 新尼科利斯克（俄语：Новоникольск (Амурская область)）（左）
- 卡缅卡（俄语：Каменка (Мазановский район)）（右）
- 扎甘（俄语：Заган (Амурская область)）（左）
- 热尔托亚罗沃（俄语：Желтоярово）（左）
- 克拉斯诺亚罗沃（俄语：Красноярово (Амурская область)）（右）
- 波波夫卡（俄语：Поповка (Амурская область)）（右）
- 莫尔恰诺沃（俄语：Молчаново (Амурская область)）（右）
- 斯皮齐诺（俄语：Спицыно (Амурская область)）（右）
- 斯沃博德内（左）
- 韦杰诺夫卡（俄语：Введеновка (Амурская область)）（右）
- 巴尔达贡（俄语：Бардагон）（左）
- 阿尔加（俄语：Арга (Амурская область)）（右）
- 克柳奇基（俄语：Ключики (Амурская область)）（右）
- 诺夫哥罗德卡（俄语：Новгородка (Амурская область)）（左）
- 大萨赞卡（俄语：Большая Сазанка）（右）
- 小萨赞卡（俄语：Малая Сазанка）（左）
- 奥尔利内（俄语：Орлиный）（左）
- 沃龙扎（俄语：Воронжа (село)）（右）
- 莫斯克维季诺（俄语：Москвитино (Амурская область)）（左）
- 伊斯托奇内（俄语：Источный (Амурская область)）（左）
- 卡赞卡（俄语：Казанка (Амурская область)）（右）
- 斯列坚卡（俄语：Сретенка (Амурская область)）（右）
- 纳塔利诺（俄语：Натальино (Амурская область)）（左）
- 大克尼亚泽夫卡（俄语：Великокнязевка）（右）
- 新安德烈耶夫卡（俄语：Новоандреевка (Амурская область)）（右）
- 普里亚奇诺（俄语：Прядчино）（左）
- 新彼得罗夫卡（俄语：Новопетровка (Благовещенский район)）（左）
- 叶戈里耶夫卡（俄语：Егорьевка (Амурская область)）（左）
- 谢米奥焦尔卡（俄语：Семиозёрка (Амурская область)）（右）
- 穆欣卡（俄语：Мухинка）（左）
- 普里结雅斯卡亚（俄语：Призейская）（左）
- 别洛戈里耶站（俄语：Белогорье (станция, Амурская область)）（左）
- 别洛戈里耶（俄语：Белогорье (село, Амурская область)）（左）
- 乌斯季伊万诺夫卡（俄语：Усть-Ивановка）（右）
- 弗拉基米罗夫卡（俄语：Владимировка (Амурская область)）（右）
- 布拉戈维申斯克